# Косцюшко-стрит (линия Джамейка, Би-эм-ти)
|   |   |   |   |   |
| · | · | · | · | · |

|   |   |   |   |   |
| · | · | · | · | · |

«Косцюшко-стрит» (англ. Kosciuszko Street) — станция Нью-Йоркского метрополитена, расположенная на линии Джамейка, Би-эм-ти. Станция находится в Бруклине, на границе округов Бедфорд — Стайвесант и Бушуик, на пересечении Бродвея с Костюшко-стрит. На станции останавливается маршрут J (круглосуточно). Станцию проходит без остановки маршрут Z (в часы пик в пиковом направлении).

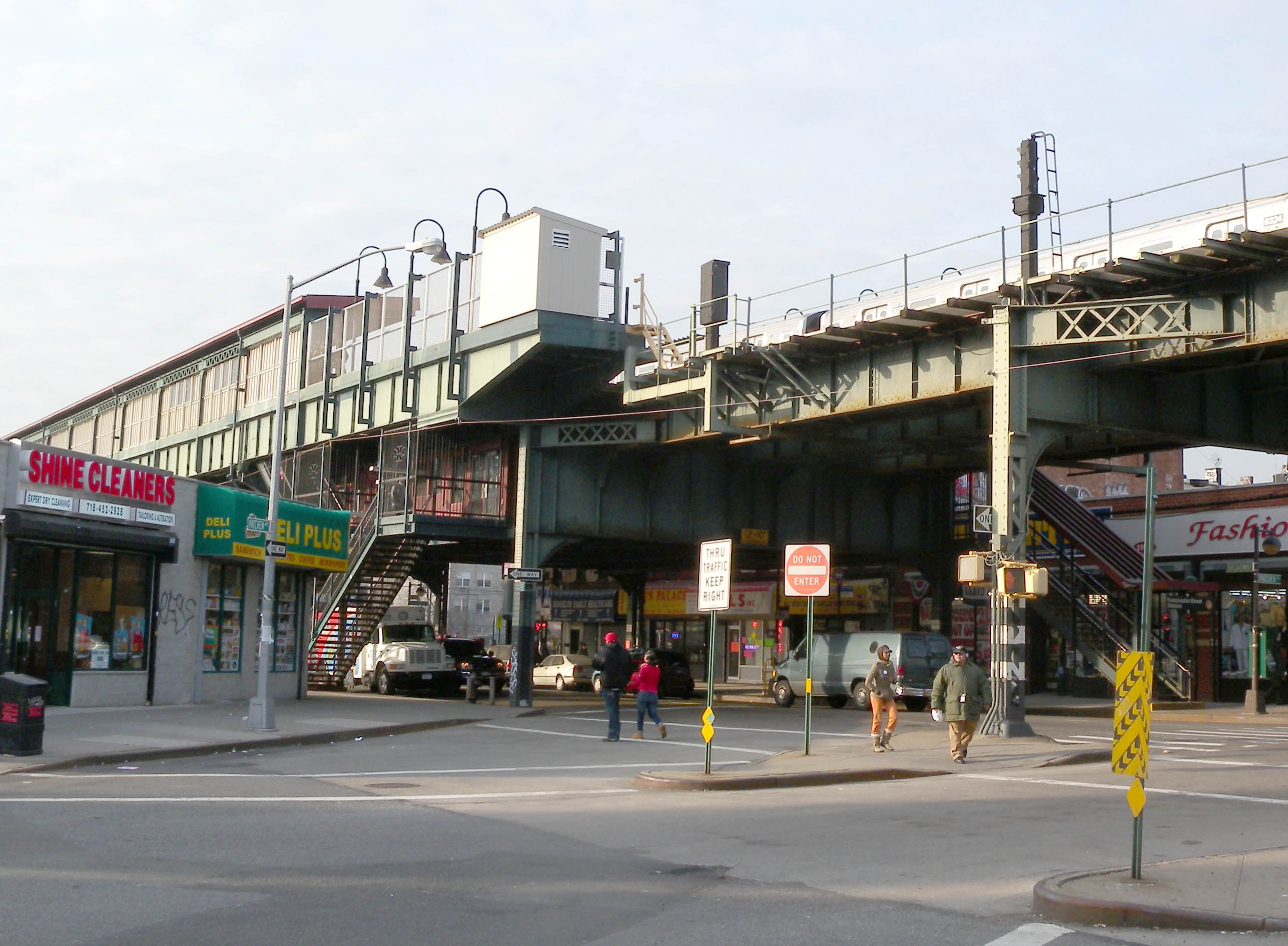
Выход со станции

Станция была открыта 25 июня 1888 года, на сегодняшний день представлена двумя боковыми платформами, обслуживающими только внешние (локальные) пути трёхпутной линии. Центральный экспресс-путь не используется для регулярного движения поездов. Платформы на станции огорожены высоким бежевым забором, имеется навес. Название станции представлено в стандартном варианте: на черных табличках с белой надписью на заборе.
Станция имеет два выхода. На практике работает только один — западный, второй — восточный — является запасным и обычно закрыт для пассажиров. Оба выхода представлены лестницами и эстакадным мезонином, расположенным под платформами. В мезонине располагаются турникеты и переход между платформами противоположных направлений. Западный выход приводит к перекрёстку Бродвея и Костюшко-стрит, а восточный — Бродвея и ДеКальб-авеню.